# Wieża i inne opowiadania
Wieża i inne opowiadania – zbiór 10 opowiadań autorstwa Gustawa Herlinga-Grudzińskiego, w wyborze Zdzisława Kudelskiego, wydany w 1988 r. w Poznaniu przez wydawnictwo W drodze, polski debiut pisarza.
Autorem ilustracji w zbiorze był Jan Lebenstein.
Opowiadania w zbiorze:
- Wieża
- Pieta dell`Isola
- Książę Niezłomny
- Drugie Przyjście
- Most
- Gasnący Antychryst
- Gruzy
- Ugolone z Todi
- Cud
- Święty Smok

## Tematyka
Zbiór był debiutem literackim pisarza w ojczyźnie. Tytułowe opowiadanie Wieża ukazało się pierwszy raz w wydanym we Francji przez paryską „Kulturę” w 1960 zbiorze Skrzydła ołtarza. W opowiadaniach Herling podejmuje tematy moralne i metafizyczne. Pisze o samotności, istocie człowieczeństwa, obecności Boga i zła w świecie, bezsilności wobec losu.

## Wieża
Opowiadanie ma strukturę szkatułkową. Autor, stosując najpierw styl zbliżony do reportażu, relacjonuje pobyt w Dolinie Aosty, przechodząc następnie do XIX-wiecznego stylu powieściowego w opisie życia i przemyśleń samotnego mieszkańca wieży.